# بانیویل (ویرجینیای غربی)
بانیویل (به انگلیسی: Bonnivale) یک منطقهٔ مسکونی در ایالات متحده آمریکا است که در شهرستان وود، ویرجینیای غربی واقع شده‌است. بانیویل ۱۸۹٫۸۹ متر بالاتر از سطح دریا واقع شده‌است.